# Désiré Lenge Mukwenye
Désiré Lenge Mukwenye (* 2. März 1966 in Lwanza) ist ein kongolesischer römisch-katholischer Geistlicher und Bischof von Kilwa-Kasenga.

## Leben
Désiré Lenge Mukwenye studierte Philosophie und Katholische Theologie am Priesterseminar Saint-Paul in Kambikila. Danach absolvierte er ein pastorales Praktikum in der Pfarrei Saint André in Kilwa. Am 31. Juli 1994 empfing er das Sakrament der Priesterweihe für das Bistum Kilwa-Kasenga.
Nach der Priesterweihe war Lenge Mukwenye zunächst als Pfarrer der Pfarrei Saint Charles Lwanga in Lupembe tätig, bevor er 1998 Prokurator des Erzbistums Lubumbashi wurde. 2003 wurde er für weiterführende Studien nach Rom entsandt, wo er an der Päpstlichen Universität Gregoriana Lizenziate in den Fächern biblische Theologie (2008) und biblische Spiritualität (2010) erwarb. Neben seinem Studium wirkte er als Seelsorger in den Pfarreien Santa Maria della Speranza in Rom (2003–2008) sowie Immacolata Concezione und Spirito Santo in Torre Annunziata im Erzbistum Neapel (2008–2011). Von 2011 bis 2012 absolvierte er im Rahmen seines Promotionsstudiums einen Forschungsaufenthalt an der Universität Münster. Nach der Rückkehr in seine Heimat im Jahr 2013 wirkte Lenge Mukwenye als Spiritual am Priesterseminar Saint-Paul in Lubumbashi, an dem er auch lehrte. 2016 wurde er an der Päpstlichen Universität Gregoriana bei Fabrizio Pieri mit der Arbeit Christ Sagesse Personnifiée. De la sagesse salomonique à la spiritualité biblique sapientiale. Lecture exégético-spirituelle des attributs de la sagesse dans Sag 7,22b–23 („Christus – Personifizierte Weisheit. Von der salomonischen Weisheit zur biblischen Weisheitsspiritualität. Exegetisch-spirituelle Auslegung der Attribute der Weisheit in Weish 7,22b–23“) zum Doktor der Theologie promoviert. Im selben Jahr wurde er Rektor der Université Technologique Katumba Mwanke und Professor am Priesterseminar Saint-Paul in Lubumbashi. Zudem fungierte er von 2016 bis 2019 als Sekretär für die Priesterausbildung und die Studien in der Kirchenprovinz Lubumbashi und von 2018 bis 2021 als Generalvikar des Bistums Kilwa-Kasenga. Ab 2021 leitete Lenge Mukwenye außerdem das Bistum Kilwa-Kasenga während der Sedisvakanz als Diözesanadministrator.
Am 17. Januar 2024 ernannte ihn Papst Franziskus zum Bischof von Kilwa-Kasenga. Der Erzbischof von Lubumbashi, Fulgence Muteba Mugalu, spendete ihm am 10. März desselben Jahres vor der Kathedrale Saint André in Kilwa die Bischofsweihe; Mitkonsekratoren waren der Bischof von Manono, Vincent de Paul Kwanga Njubu, und der Bischof von Sakania-Kipushi, Gaston Kashala Ruwezi SDB.

## Schriften
- Christ Sagesse Personnifiée. De la sagesse salomonique à la spiritualité biblique sapientiale. Lecture exégético-spirituelle des attributs de la sagesse dans Sag 7,22b–23. Pontificia Università Gregoriana, Rom 2016, OCLC 982594836.